# Nudaria suffusa
Nudaria suffusa är en fjärilsart som beskrevs av George Francis Hampson 1894. Nudaria suffusa ingår i släktet Nudaria och familjen björnspinnare. Inga underarter finns listade i Catalogue of Life.